# Jakob Buchli
Jakob Buchli (4 de marzo de 1876 - 1 de abril de 1945) fue un ingeniero de diseño suizo en el campo de la construcción de locomotoras.

## Vida
Jakob Buchli nació en Coira, Suiza, el 4 de marzo de 1876. Después de su formación para ser ingeniero, trabajó de 1902 a 1910 para la Fábrica Suiza de Locomotoras y Máquinas (Schweizerische Lokomotiv- und Maschinenfabrik o SLM) en Winterthur; desde 1907 como jefe de la oficina de diseño. Después de eso, se cambió a Brown, Boveri & Cie en Baden, Suiza, donde fue ingeniero jefe de tracción eléctrica hasta 1924. De 1924 a 1930 fue director técnico del departamento de construcción de locomotoras de SLM.
Entre sus diseños más importantes se encuentran la transmisión Buchli (1918) que lleva su nombre y se utiliza en el SBB Class Ae 4/7 entre otros, el bogie Java, la transmisión universal Winterthur y el bogie dúplex para coches de viajeros expresos.
Murió en Winterthur el 1 de abril de 1945.